# عمليات هارتموت
عمليات هارتموت (حرفيًا "Order Order Hartmut") كانت الكلمة الرمزية لبدء عمليات الغواصة الألمانية أثناء عملية فيزروبونغ - النازية الألمانية للدنمارك والنرويج. في بعض الأحيان تسمى هذه العمليات «عملية هارتموت». تضمنت الأوامر إجراءات فحص الغواصات لأسطول الغزو الألماني والاستطلاع - وخاصة قبالة نارفيك وتروندهايم. أسفرت الأوامر أيضًا عن عدد من الهجمات على قوات الحلفاء - وخاصة في المضايق القريبة من الساحل النرويجي أو بالقرب منها.
نجحت أهداف الاستطلاع والفرز في العملية في معظمها، إلا أن هارتموت يشتهر بالعدد الكبير من الطوربيدات المعطلة التي تم إطلاقها وأغرقت أربعة غواصات يو. جاءت هذه المشاكل في وقت كانت فيه الحرب في المحيط الأطلسي لا تزال تسير بشكل جيد ضد بريطانيا. أحيانًا ما يتم انتقاد نشر غواصات يو أثناء عملية فيزروبونغ باعتبارها مضيعة للقوى العاملة والأعتدة لهذا السبب. جعل استخدام المسدسات المغناطيسية والعمليات في الطقس البارد طوربيد جي7إي أقل فعالية. ربما أعاقت العمليات الساحلية القادة الذين اعتادوا على فتح البحر. استمرت التكهنات بأن فشل طوربيد هائل خلال هذه الحملة أثار قيادة البحرية الألمانية العليا في تحسين أداء السلاح. كان لقادة غواصات يو مثل غونتر براين وهربرت شوتزه وفيكتور شوتزه دورياتهم الوحيدة في حياتهم المهنية دون أي غرق في الحمولة.

## إعدام هارتموت
أول تلميحات عن غزو وشيك للنرويج والدانمارك جاءت في مارس 1940. بحلول أوائل أبريل، كانت معظم الغواصات المستخدمة في عملية هارتموت كجزء من عملية فيزروبونغ جاهزة. أرسل بيفهلسهابر دير أونترسيبوته كارل دونيتز بشكل متقطع السفن إلى مناطق الاستكشاف على الساحل النرويجي ومحاولة تحديد أجزاء من الأسطول البريطاني.
نظرًا لسرعة سطح الغواصات البطيئة عمومًا مقارنة بالسفن السطحية، غادرت العديد من الغواصات المخصصة خصيصًا لأداء عملية فيزروبونغ قبل أن يغادر الأسطول السطحي الرئيسي من مصب نهر فيسر في صباح يوم 7 أبريل. خرجت 20 غواصة في 3 و4 و5 أبريل.

### استعدادات هارتموت
بدأت الاستعدادات في قوات الغواصات الألمانية (U-bootwaffe) في أوائل مارس. في 4 مارس 1940، تلقى كارل دونيتز أوامر من رؤسائه في برلين:
1. يجب إيقاف إبحار المزيد من الغواصات. الغواصات التي أبحرت بالفعل ليست للعمل قبالة الساحل النرويجي.
2. جميع القوات البحرية لتكون جاهزة للعمليات في أسرع وقت ممكن. لا درجة خاصة من الاستعدادات.[2]